# International Airlines Group

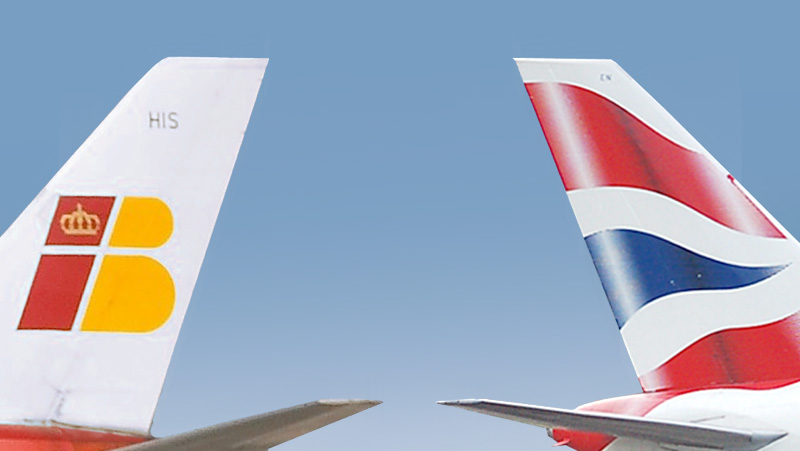
Ocasy letadel Iberia a British Airways

International Consolidated Airlines Group, S.A., zkráceně IAG je nadnárodní holdingová britsko-španělská letecká společnost. Byla zformována v roce 2011 spojením španělské vlajkové letecké společnosti Iberia a britské vlajkové společnosti British Airways. Má sídlo v Londýně, byla založena v Madridu.

## Sesterské společnosti
Toto jsou sesterské společnosti IAG (aktualizovány v březnu 2017)
- Aer Lingus
  -  Aer Lingus Regional (franšíza)
- British Airways
  -  BA CityFlyer
  -  OpenSkies
  -  Comair (18% podíl)
  -  SUN-AIR (franšíza)
- IAG Cargo (spojení nákladních společností Iberia Cargo a British Airways World Cargo)
- Iberia
  -  Air Nostrum (franšíza, obchodující jako Iberia Regional)
  -  Iberia Express
- LEVEL
- Vueling

### Podobné společnosti
- Air France-KLM
- LATAM Airlines Group